# Zoo Osnabrück
Koordinaten: 52° 15′ 0″ N, 8° 4′ 13″ O
Der Zoo Osnabrück ist ein Zoo im Süden von Osnabrück. Er liegt an den Hängen des Schölerbergs in einem Waldgebiet und wird deshalb auch Waldzoo genannt. Er wurde 1935 als „Heimattiergarten“ gegründet und im Sommer 1936 eröffnet. Auf 23,5 Hektar Fläche sind 3186 Tiere aus 299 Tierarten zu sehen (Stand: 31. Dezember 2023). Im Jahr 2022 verzeichnete der Zoo, wie auch in den Jahren davor, über eine Million Besucher.

## Beschreibung
Der Zoo Osnabrück befindet sich auf einem hügeligen Waldgelände. Er gliedert sich in mehrere Themenlandschaften, in denen Tiere desselben Lebensraums zusammen leben. An den Zoo angegliedert ist das Museum am Schölerberg.
Der Zoo hat einen Schwerpunkt auf Afrika gelegt: In den beiden Afrika-Arealen Samburu und Takamanda leben tierische Vertreter ausschließlich dieses Kontinents. Tiere aus Afrika leben auch teilweise in den anderen Bereichen des Zoos. Neben den Afrika-Arealen gibt es im Zoo ein Aquarium, ein Südamerika-Areal, eine asiatische Tempellandschaft nach dem Vorbild von Angkor Wat, den Unterirdischen Zoo mit Erdbewohnern und nachtaktiven Tieren, die nordische Taigalandschaft Kajanaland sowie das Nordamerika-Areal Manitoba. Im Jahr 2022 wurden die Wasserwelten Mariasiel eröffnet, wo Seehunde, Pinguine, Kalifornische Seelöwen und Rosapelikane leben. Zudem gibt es verschiedene Vogelarten sowie ein Lehrbienenhaus. Außerdem gibt es zwei Streichelzoos: Das NOZ-Streichelland sowie ein Streichelgehege mit afrikanischen Tieren in Takamanda.
Für Kinder gibt es im Zoo drei große Spielplätze: Makatanda mit Baumhausdorf und Schaukellandschaft, den Giraffenspielplatz mit großer Rutsche sowie das NOZ-Kinderland mit Matschspielplatz und einer alten Dampflok. Zur Gastronomie gehören mehrere Imbissstände und Kiosks sowie ein Zoo-Restaurant. Im Eingangsbereich gibt es einen Souvenir-Shop.
Neben der Aufgabe, Besuchern die biologische Vielfalt der Fauna des Planeten Erde auf spannende Art und Weise näher zu bringen und sie dafür zu begeistern, diese Vielfalt auch für zukünftige Generationen zu erhalten, ist der Zoo auch direkt an Arterhaltungsprogrammen beteiligt. So befindet sich hier seit 2015 die größte Drill-Zuchtgruppe innerhalb des Europäischen Erhaltungszuchtprogramms (EEP).

## Geschichte
Der Osnabrücker Zoo wurde im Juli 1935 als Heimattiergarten gegründet und am 26. Juli 1936 eröffnet.
Zoofreunde hatten sich in der „Gemeinschaft der Freunde des Heimattiergartens“ zusammengeschlossen. Der Plan, in Osnabrück einen Tiergarten zu gründen, wurde mithilfe von Spenden in die Tat umgesetzt. Die ersten Tiere waren ein Dachs, ein Fuchs und ein Bär. Eine Voliere, ein Eulenturm, ein Hirsch- und Rehgatter sowie ein Aquarium folgten wenig später. 1938 trafen die ersten Bären im noch kleinen zoologischen Garten ein.
Im April 1945 war als Folge des Zweiten Weltkriegs der Tierbestand im Heimattiergarten sehr gering, der Zoo war stark zerstört und verschuldet. Die Ambitionen waren dennoch groß nach dem Krieg, so wurde der „Heimattiergarten“ 1947 in „Tiergarten“ umbenannt und die ersten Affen zogen ein. In den Jahren 1959 und 1960 entstanden dann ein Warmhaus, eine Pinguinanlage und das erste Elefantenhaus. Am 17. April 1961 zog die erste indische Elefantenkuh Toni, gekauft vom Zirkus William Althoff, ein. Eine Woche später kam die Kuh Targa hinzu. Zum Anlass des 25-jährigen Jubiläums berichtete im August 1961 der NDR aus dem Tiergarten. 1968 folgte die Eröffnung der Antilopenanlage. 1970 wurde der Tiergarten Osnabrück in Zoo Osnabrück umbenannt.
Am 21. Dezember 1971 wurde der Orang-Utan Buschi als erster Menschenaffe im Osnabrücker Zoo geboren. Da er von seiner Mutter verstoßen wurde, ist er im benachbarten Kinderhospital Osnabrück erfolgreich aufgezogen worden.
1973 wurde die Seelöwenanlage erbaut und 1975 wurde das Südamerikaareal, gefördert von der Wilhelm-Karmann-Stiftung, eröffnet. Ein im Mai 1975 eröffnetes Mehrzweckwarmhaus brannte in der Nacht vom 3. auf den 4. Januar 1978 aufgrund angeknabberter elektrischer Leitungen nieder, wobei dutzende Tiere starben und ein Sachschaden von rund zwei Millionen D-Mark entstand.
Ab 1980 erfolgten etliche Neu-, Um- und Erweiterungsbauten mit dem Fokus einer artgerechten Tierhaltung und dem Ziel, den Zoo in einen Naturerlebnispark mit einzelnen Themenlandschaften zu entwickeln. So wurde 1986 der neue Eingangsbereich mit der Verwaltung und dem angegliederten naturkundlichen Museum am Schölerberg eröffnet. 1988 und 1989 entstanden eine Tropenhalle, das Aquarium, eine neue Pinguin-Anlage und eine erweiterte Außenanlage der Menschenaffen. Der neue Elefantenpark wurde 1998 fertiggestellt.
Vom 22. März bis zum 4. April 2001 hatte der Zoo Osnabrück, wie auch die Zoos in Münster und Rheine, aufgrund der in den nahegelegenen Niederlanden ausgebrochenen Maul- und Klauenseuche geschlossen. Mit der Maßnahme sollte der Tierbestand vor der Seuche geschützt und eine weitere Ausbreitung verhindert werden.
2004 fand die Eröffnung der Samburu-Landschaft statt. Hier leben Giraffen zusammen mit Straußen und anderen afrikanischen Tieren. Im September 2006 verstarb Suma, ein weiblicher Orang-Utan, der sich im Laufe der Zeit zu einem Publikumsliebling des Zoos entwickelt hatte. 2007 wurden das Elefanten- und das Nashorngehege zu einer Landschaft, dem Tal der grauen Riesen, zusammengefasst. Im März 2009 wurde der Osnabrücker Zoo um einen in dieser Form einmaligen unterirdischen Zoo erweitert. Im Juni 2010 eröffnete das 5,5 Hektar große Afrika-Areal Takamanda, für welches das Zoogelände in Richtung Süden (Autobahn 30) erweitert wurde. Die Kosten für dieses Projekt betrugen zehn Millionen Euro. Im Juli 2011 wurde die neue Taigalandschaft Kajanaland eröffnet. Die Investitionskosten betrugen 2,9 Millionen Euro.
Zum 75. Zoo-Jubiläum eröffnete der Ministerpräsident von Niedersachsen, David McAllister, gemeinsam mit Oberbürgermeister Boris Pistorius und Zoo-Präsident Reinhard Coppenrath im Sommer 2011 die Ausstellung der United Buddy Bears – The Minis; eine „Aktion für Frieden und Toleranz“, die Spenden in Höhe von 120.000 Euro generierte, die dem Zoo sowie Kindereinrichtungen zugutekommen. Im Mai 2012 wurde eine neue Anlage für asiatische Schweinsaffen eröffnet. Im Zentrum des Zoos entstand eine Tempelanlage nach dem Vorbild von Angkor Wat. Die Eröffnung der interaktiven Klima-Ausstellung Klimatopia mit den Klima-Botschaftern und Maskottchen Tips und Taps, zwei im Osnabrücker Zoo geborenen Hybridbären, fand am 11. April 2013 statt. Im April 2014 wurde das neue Tigergehege eröffnet. Dieses ist ebenso wie das 2012 eröffnete Schweinsaffengehege im Stil einer asiatischen Tempelanlage gestaltet. Im September 2017 erfolgte die Einweihung des dritten Abschnitts des Angkor Wat-Areals mit Umbau und Vergrößerung des Menschenaffenhauses und des Geheges des beliebten Orang-Utans „Buschi“. Allein die Spendenaktion „Wir für Buschi“ trug zu einem Drittel der Kosten in Höhe von 1,5 Millionen Euro bei.
Im Nordosten des Zoos wurde im Oktober 2018 die Nordamerika-Landschaft Manitoba eröffnet. Im September 2017 zogen bereits die ersten Waldbisons in ihre 3800 Quadratmeter große Außenanlage ein. Bis Juni 2021 wurden das Nashorn- sowie das Löwengehege umgebaut und zu einem gemeinsamen Themenareal Mapungubwe zusammengefasst. Im Anschluss wurde das neue Themenareal Wasserwelten gebaut, in dem u. a. die Seelöwen, Seehunde und Pinguine eine neue Heimat finden. Der Spatenstich für die Wasserwelten fand im Mai 2021 statt, die Fertigstellung erfolgte im Juli 2022. Der Bau der Anlage konnte durch eine zusätzliche Förderung der Landes Niedersachsen in Höhe von rund 800.000 Euro gesichert werden, nachdem der Zoo aufgrund der COVID-19-Pandemie mit finanziellen Einbußen zu kämpfen hatte. Danach soll das Elefantengehege erneuert werden, womit alle Großgehege des Zoos seit 2004 erneuert worden wären.
Insgesamt wurden in den letzten Jahren viele der alten, oft engen und mit viel Beton und Gittern gebauten Gehege durch moderne, artgerechte und offene Themenlandschaften ersetzt, die von den Besuchern frei eingesehen werden können.

### Bärenausbruch im März 2017

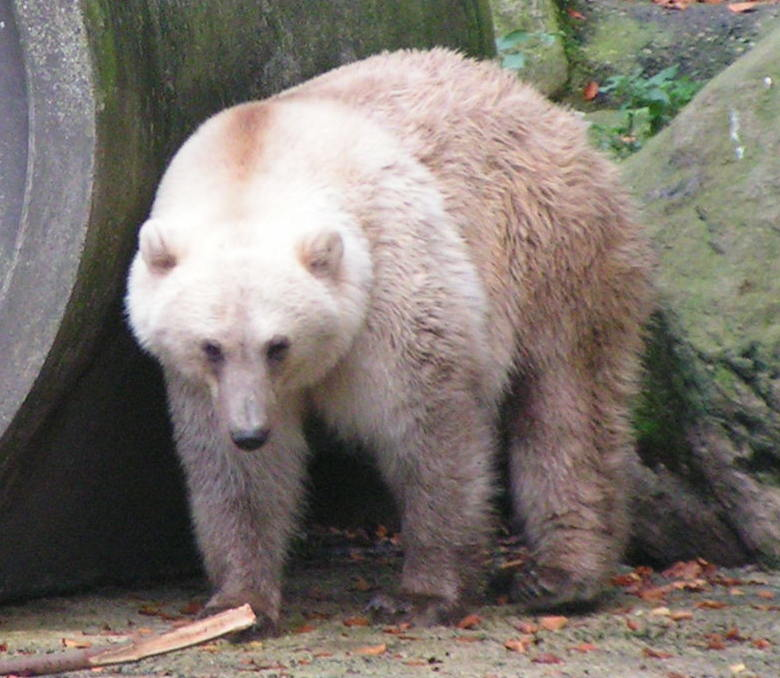
Hybridbärin Tips im Jahr 2006

Am Nachmittag des 11. März 2017 brach die Hybridbärin Tips aus dem Gehege aus, in dem sie zusammen mit ihrem Bruder Taps gelebt hatte. Besucher machten die Mitarbeiter des Zoos auf die entlaufene Bärin aufmerksam, die sich in Richtung des Eingangsbereichs des Parks bewegte. Die ca. 4000 Zoobesucher wurden über Durchsagen gewarnt und in Tierhäusern in Sicherheit gebracht. Auf ihrem Streifzug warf die Bärin eine Mitarbeiterin um, die dadurch leicht verletzt wurde. Zoomitarbeiter versuchten erfolglos, das Tier zu beruhigen. Als die Bärin zum Angriff auf die Mitarbeiter überging, wurde sie erschossen. Der andere Bär blieb im Gehege und wurde bis auf Weiteres in seinem Stall eingeschlossen. Noch am selben Tag wurde der Zoo, bis auf den Bereich rund um das Bärengehege, wieder für Besucher geöffnet.
Nach dem Vorfall kam Kritik auf, dass statt dem Versuch einer Betäubung des Tiers direkt Schusswaffen eingesetzt wurden. Die Zooleitung erklärte daraufhin, dass eine Betäubung erst nach 10 bis 20 Minuten gewirkt hätte. Zum Schutz der Besucher und Mitarbeiter habe man sich für den scharfen Schuss entscheiden müssen.
Die Untersuchung der Ausbruchsspuren ergab, dass die Bärin, die kurz zuvor ihre Winterruhe beendet hatte, bei ihrem Ausbruch zuerst einen Elektrozaun überwand. Danach quetschte sie sich durch eine ca. 40 cm große Öffnung, die das Bärengehege mit dem angrenzenden Silberfuchsgehege verbindet. Anschließend verbog sie mit ihrem Körpergewicht ein Element des Gehegezauns, wodurch sie schließlich entkam. Als Reaktion auf den Vorfall unterzog der Zoo seine Gehege und Besucheranlagen einer Sicherheitsüberprüfung.
Im November 2017 entschied sich der Zoo, den bisher eingefrorenen Tierkörper der erschossenen Bärin dem Staatlichen Museum für Naturkunde Stuttgart zur weiteren Erforschung der Hybridbildung zwischen Eis- und Braunbären zur Verfügung zu stellen. Seit April 2023 wird der präparierte Bärenkörper in der neuen Dauerausstellung des Naturkundemuseums am Schölerberg in direkter Nachbarschaft zum Osnabrücker Zoo als Symbol des menschengemachten Klimawandels ausgestellt.

## Bereiche

### Wasserwelten

#### Wasserwelten Mariasiel
In den 2022 eröffneten Wasserwelten Mariasiel leben in naturnah gestalteten Anlagen Kalifornische Seelöwen, Seehunde, Humboldt-Pinguine und Rosapelikane.

#### Tetra Aquarium und Terrarium
Mit Hilfe der Tetra GmbH wurde ein Aquarienhaus errichtet, in dem verschiedenste Wassertiere untergebracht werden können. Im Aquarium gibt es einen Süßwasser- und einen Meerwasserbereich sowie ein Fisch-Streichelbecken. Außerdem gibt es mehrere Terrarien mit Schlangen, Riesenschildkröten und Brillenkaimanen. Als Besonderheit kann man hier Blattschneiderameisen dabei zusehen, wie sie zerteilte Pflanzenblätter von ihrer Futterstelle durch durchsichtige Röhren in ihren Bau transportieren. Im Terrarium herrscht ein feucht-warmes Regenwaldklima mit 70 % Luftfeuchte und etwa 30 °C Temperatur. Dreimal täglich wird in der Kaimananlage ein künstliches Gewitter hergestellt.

### Südamerika-Areal

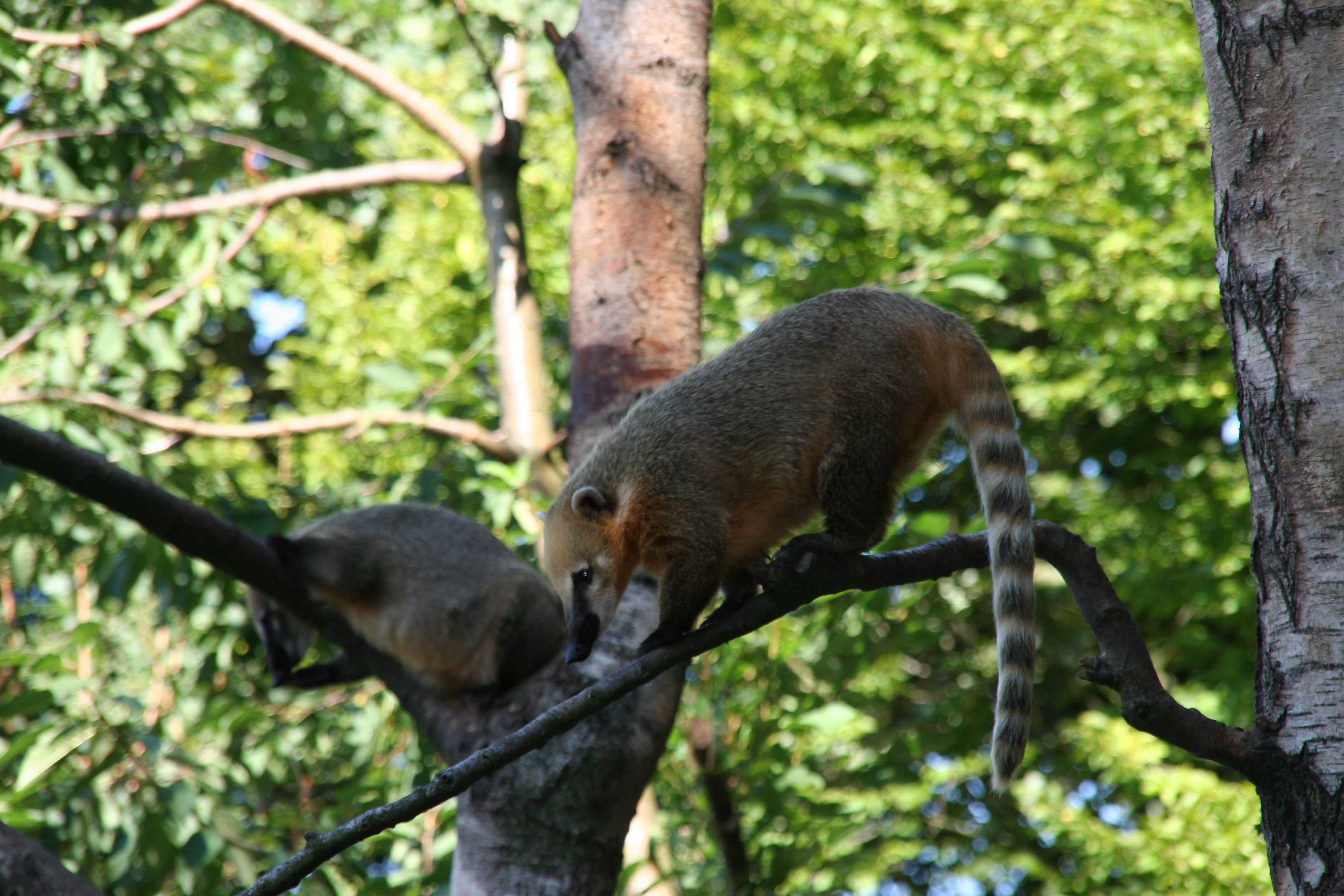
Nasenbären im Außengehege

Neben den Außengehegen für Tapire, Mähnenwölfe sowie für Vikunjas und Nandus befindet sich hier ein Südamerikahaus mit Wasserschweinen, Faultieren, Boaschlangen, Krallenaffen und der so genannten „Mendoza-Halle“ (ehemals „Tropenhalle“), in der Flora und Fauna einer nordargentinischen Hochebene in der Provinz Mendoza nachempfunden sind.

### Samburu (Afrika)

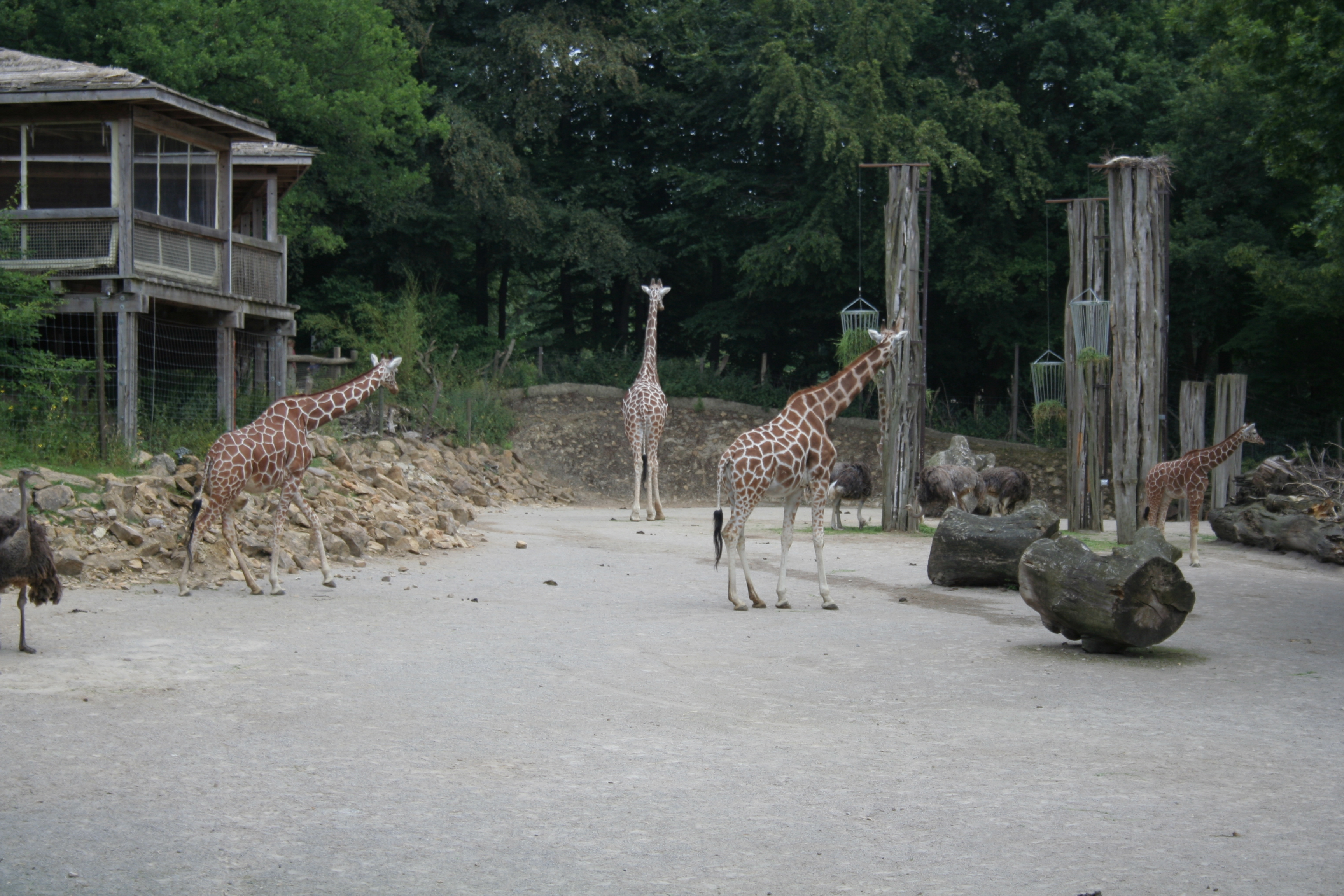
Giraffen und Strauße in Samburu

In Samburu sind auf etwa zwei Hektar Giraffen, Strauße, Elenantilopen, Ellipsen-Wasserböcke, Buschschliefer und Impalas beheimatet. Im Safari-Camp kann man speisen und gleichzeitig die Tiere beobachten. Die Anlage ist nach dem Samburu National Reserve, einem Nationalpark im Norden Kenias benannt.

### Unterirdischer Zoo

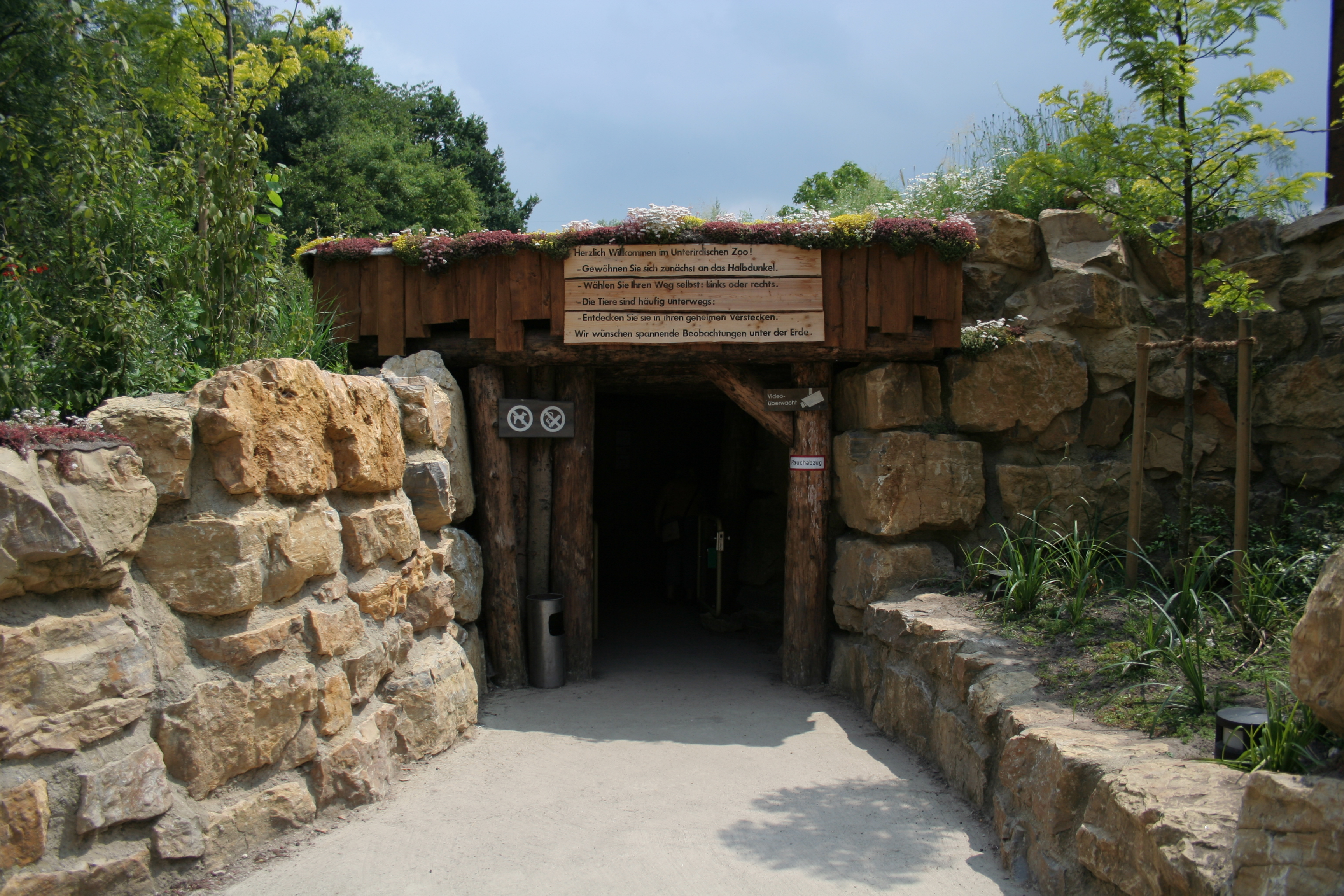
Eingang zum unterirdischen Zoo

In einem unterirdischen Stollen können die Zoobesucher Erdbewohner wie Nacktmulle, Präriehunde oder Feldhamster beobachten. Auf rund 500 m² haben die Besucher besondere Einblicke in die Tierbauten. Die Baukosten des unterirdischen Zoos betrugen rund 1,2 Millionen Euro. 2017 wurde ein ursprünglich als Ausstellungsraum konzipierter Bereich zu einer Fledermausgrotte umgebaut. Er beherbergt Spitzmaus-Langzüngler (Glossophaga soricina), auch Gemeine Blütenfledermaus genannt, aus der Familie der Blattnasen.

### Takamanda (Afrika)

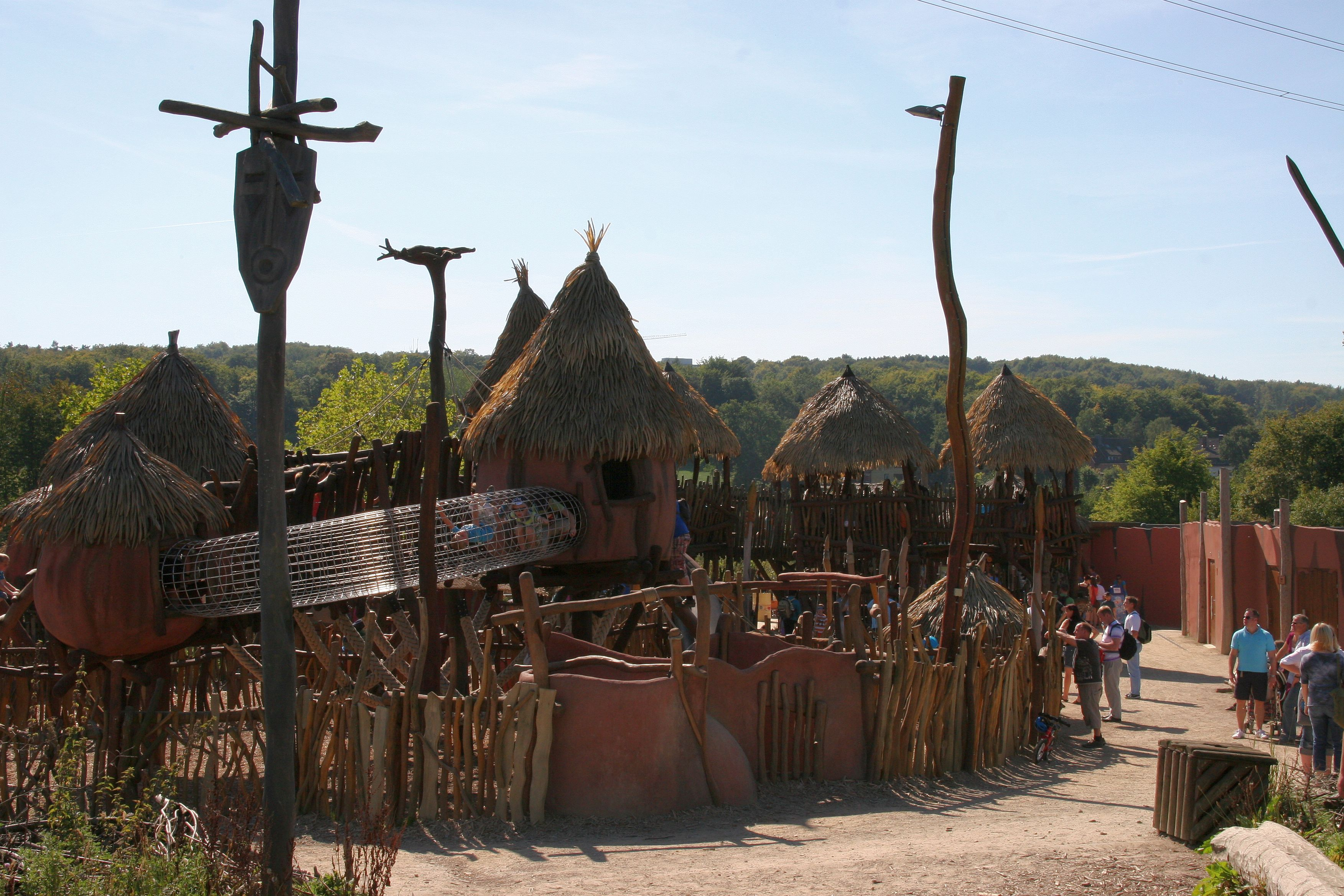
Kinderspielplatz in Takamanda

Die Afrika-Landschaft „Takamanda“ beherbergt Steppenzebras, Erdmännchen, Schimpansen, Rotbüffel, Hausesel, Dianameerkatzen, Servale, Tüpfelhyänen, Warzenschweine, die sehr seltenen und bedrohten Weißscheitelmangaben und Zebramangusten. Insgesamt leben 80 Tiere auf dem 5,5 Hektar großen Areal, das einer Savannenlandschaft nachempfunden und nach einem Nationalpark in Kamerun benannt ist. Außerdem gibt es in dieser Themenlandschaft ein Baumhausdorf „Makatanda“, mit Spielplatz und Streichelzoo.

### Kajanaland (Nordeuropa)

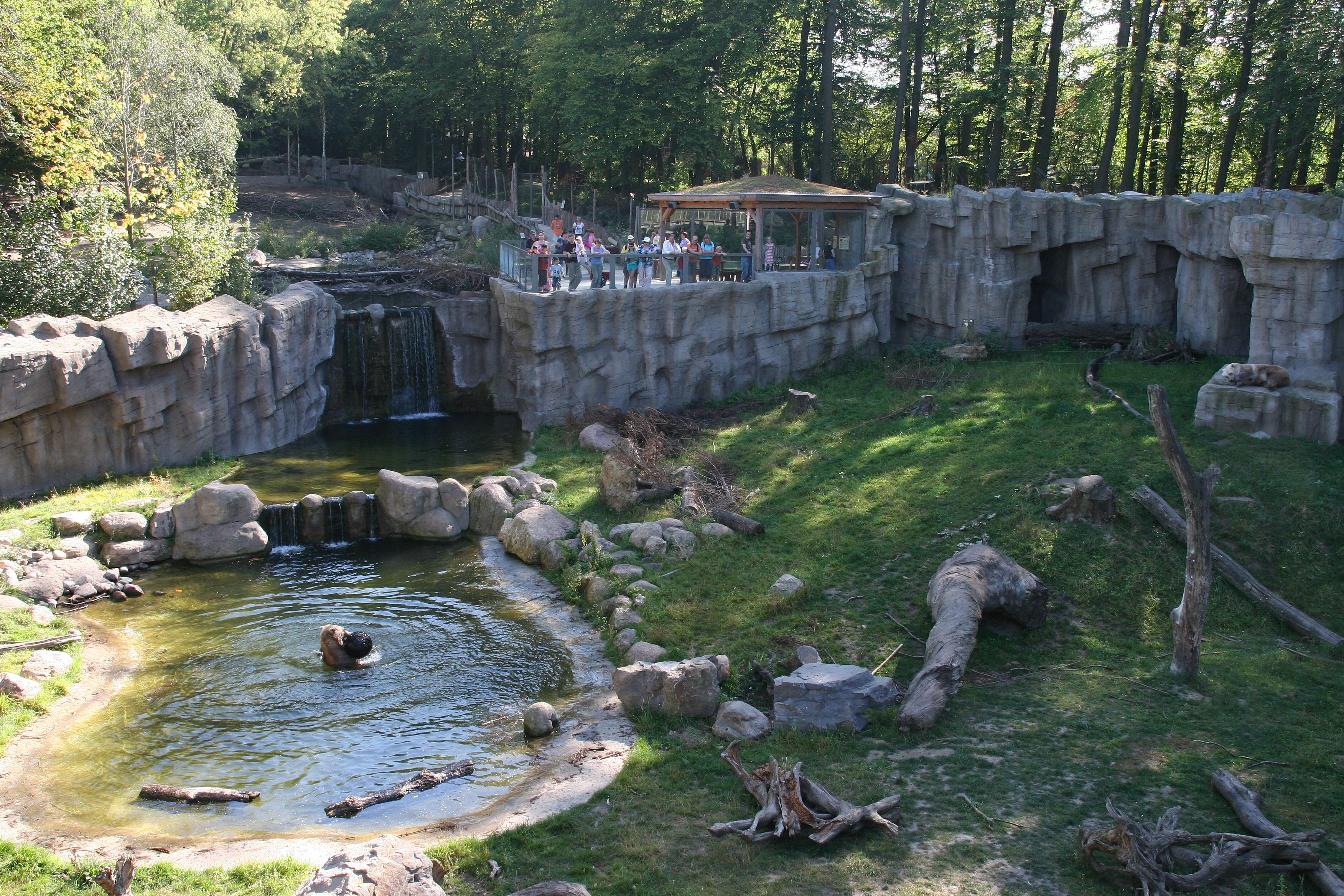
Kajanaland, Gehege der Bären und Silberfüchse

Kajanaland ist der nordeuropäischen Taigalandschaft nachempfunden. Hier leben Wisente, Luchse, Vielfraße, Waschbären, Rentiere, Polarfüchse, Silberfüchse und Bären. Die Gehege können teilweise über einen Baumhöhenpfad aus bis zu sechs Metern Höhe von oben eingesehen werden. Diese Besucherführung ist bisher einmalig in deutschen Zoos.
Am westlichen Rand des Zoos befindet sich seit den 1980er Jahren der Nachbau eines Megalithgrabes. Für den Nachbau wurden Steine eines der Großsteingräber bei Nahne in den Zoo versetzt. Seit 2011, als der Bereich zum heutigen Kajanaland umgestaltet und die Wegeführung geändert wurde, ist das Grab jedoch nicht mehr direkt für Besucher zugänglich.

### Angkor Wat (Asien)

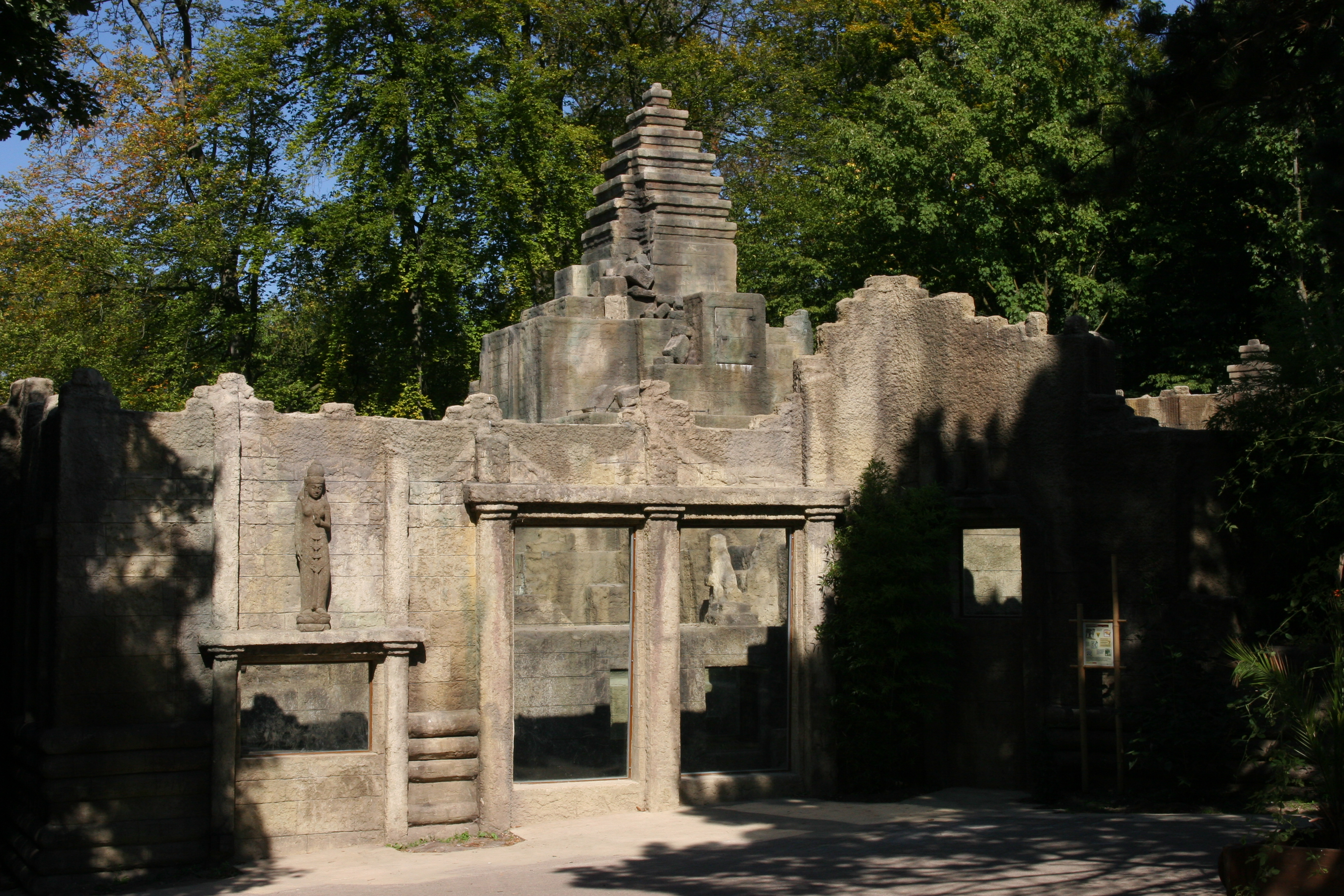
„Tempel“ der Schweinsaffen

Die nach dem Vorbild von Angkor Wat gestaltete asiatische Tempellandschaft besteht aus einem begehbaren „Affentempel“ mit Südlichen Schweinsaffen, einem Tigergehege sowie einem Menschenaffenhaus. Hier lebt auch der malende Orang-Utan „Buschi“, ein Publikumsliebling des Zoos. Die Einnahmen aus den verkauften Werken fließen in das Tapir-Schutzprojekt „Tajya-Saruta“, das der Zoo Osnabrück seit 2003 unterstützt.
Weitere dort gehaltene Tierarten sind Asiatische Elefanten, Trampeltiere, Kleine Pandas und Siamangs.

### Manitoba (Nordamerika)
Der insgesamt 3,5 Hektar große nach der kanadischen Provinz Manitoba benannte Bereich wurde am 5. Oktober 2018 eröffnet. Die Umbauarbeiten für die Nordamerika-Landschaft beliefen sich insgesamt auf 3,5 Millionen Euro. In den ersten Abschnitt zogen 2017 die ersten Waldbisons (Bison bison athabascae), Hudson-Bay-Wölfe (Canis lupus hudsonicus) und Schwarzbären (Ursus americanus) ein. Inzwischen bevölkern auch verschiedene Kleinsäuger, wie Baumstachelschweine, Murmeltiere und Stinktiere, aber auch Bartkäuze und Schneeeulen das Gelände. Eine Biberburg erlaubt Einblicke in das Leben des Kanadischen Bibers.

### Mapungubwe West (Afrika)
In diesem nach dem afrikanischen Mapungubwe-Nationalpark benannten Themenbereich werden Breitmaulnashörner und Pinselohrschweine in einer Gemeinschaftsanlage gehalten. Sie ist über einen Höhenpfad einsehbar. Mit Sandkatzen, Kleinen Kudus und Kurzohrrüsselspringern gibt es hier auch sehr selten gezeigte Tierarten.

### Mapungubwe Ost (Afrika)
Im östlichen Teil der „Mapungubwe“ befindet sich eine großzügige Anlage für Afrikanische Löwen.

### Vogelwelten
Im Eingangsbereich des Zoos leben Flamingos (Chileflamingo und Kubaflamingo) und nahe der Wasserwelten Waldrappen, Mönchsgeier und verschiedene Arten von Amazonenpapageien.

## Bewertungen
In den Rankings europäischer Zoos des britischen Zoo-Experten Anthony Sheridan erreichte der Zoo Osnabrück mehrmals die oberen Plätze in der Gruppe mit jährlich 500.000 bis 1 Mio. Besuchern. So lag der Zoo in den Rankings 2011 und 2013 auf Rang zwei und im Jahr 2015 punktgleich mit dem Allwetterzoo Münster auf Rang drei. Für das Ranking im Jahr 2020 rückte der Zoo Osnabrück in die Kategorie über 1 Mio. Besucher auf und belegte dort europaweit Platz 21 sowie unter den deutschen Zoos Platz 8.
In einer Kundenbefragung der Service Value GmbH aus dem Jahr 2012, in der die Besucher aus 20 deutschen Zoos zum erlebten Service befragt wurden, belegte der Zoo Osnabrück den ersten Rang.